# Namiętność (film 2012)
Namiętność (ang. Passion) – francusko-niemiecko-amerykański kryminalny thriller erotyczny z 2012 roku w reżyserii Briana De Palmy. Remake francuskiego thrillera Zbrodnia z miłości (2010) Alaina Corneau.

## Obsada
- Rachel McAdams jako Christine Stanford
- Noomi Rapace jako Isabelle James
- Karoline Herfurth jako Dani
- Paul Anderson jako Dirk Harriman
- Dominic Raacke jako J.J. Koch
- Rainer Bock jako inspektor Bach
- Benjamin Sadler jako oskarżyciel
- Michael Rotschopf jako adwokat Isabelli

i inni.